# حوض تشاد

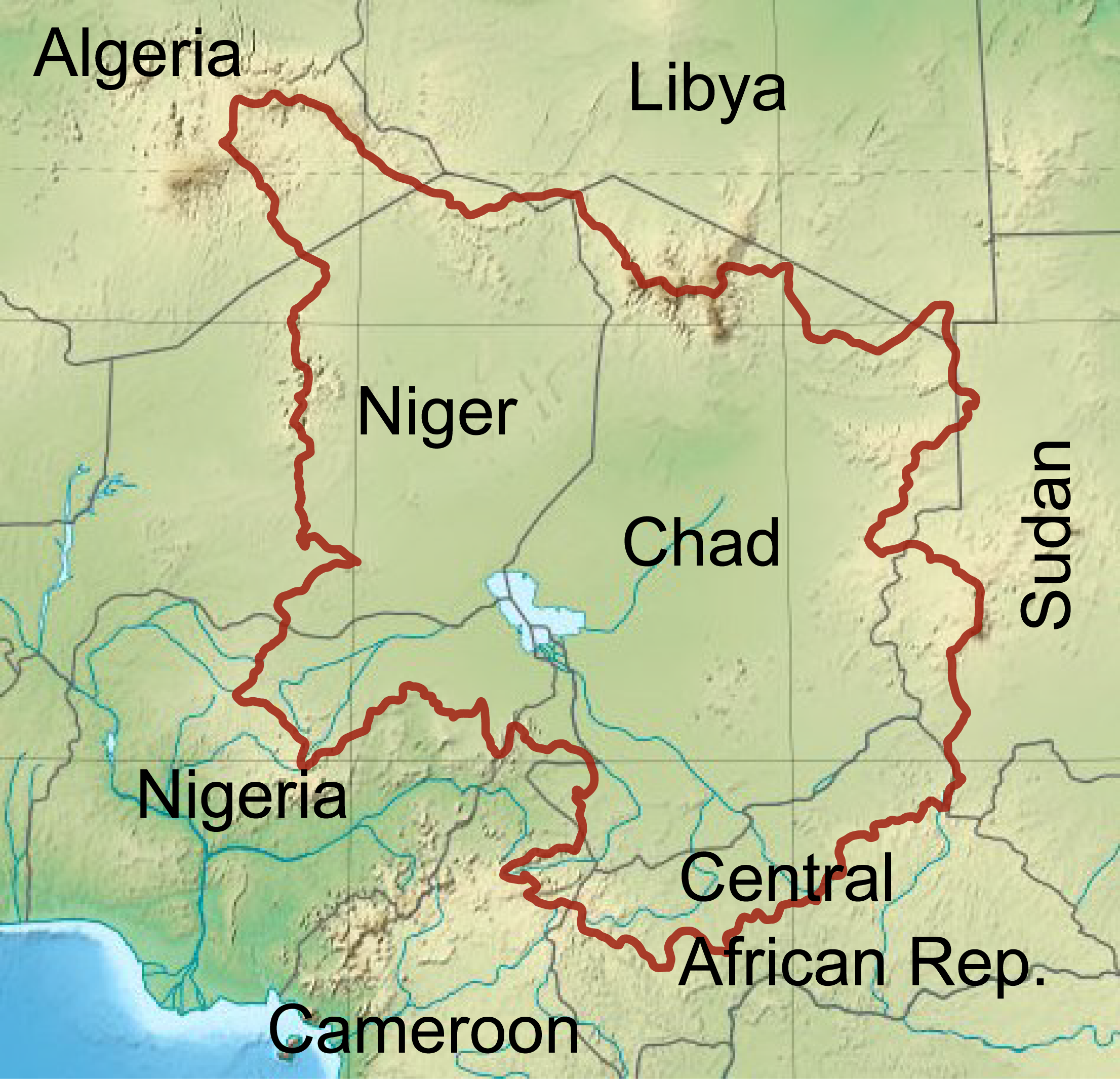
خريطة تضاريس حوض تشاد

حوض تشاد أكبر حوض مغلق في إفريقيا، ومركزه بحيرة تشاد. وليس له منفذ على البحر وفيه مساحات شاسعة من الصحراء شبه القاحلة. وينقسم الحوض على ثمان دول من بينها معظم تشاد وجزء كبير من النيجر. ويأهل المنطقة حوالي 30 مليون على تقديرات 2011.